# Shin'ichirō Takahashi
Shin'ichirō Takahashi (高橋 真一郎?, Takahashi Shin'ichirō; Prefettura di Hiroshima, 27 ottobre 1957) è un ex calciatore giapponese, di ruolo attaccante.